# ارون تورلا
ارون تورلا (انگلیسی: Aarón Torlà؛ زادهٔ ۱۲ مارس ۱۹۸۸) بازیکن فوتبال اهل اسپانیا است.